# Orestes (Euripides)
Orestes (altgriechisch Ὀρέστης) ist der Titel einer Tragödie des Euripides.

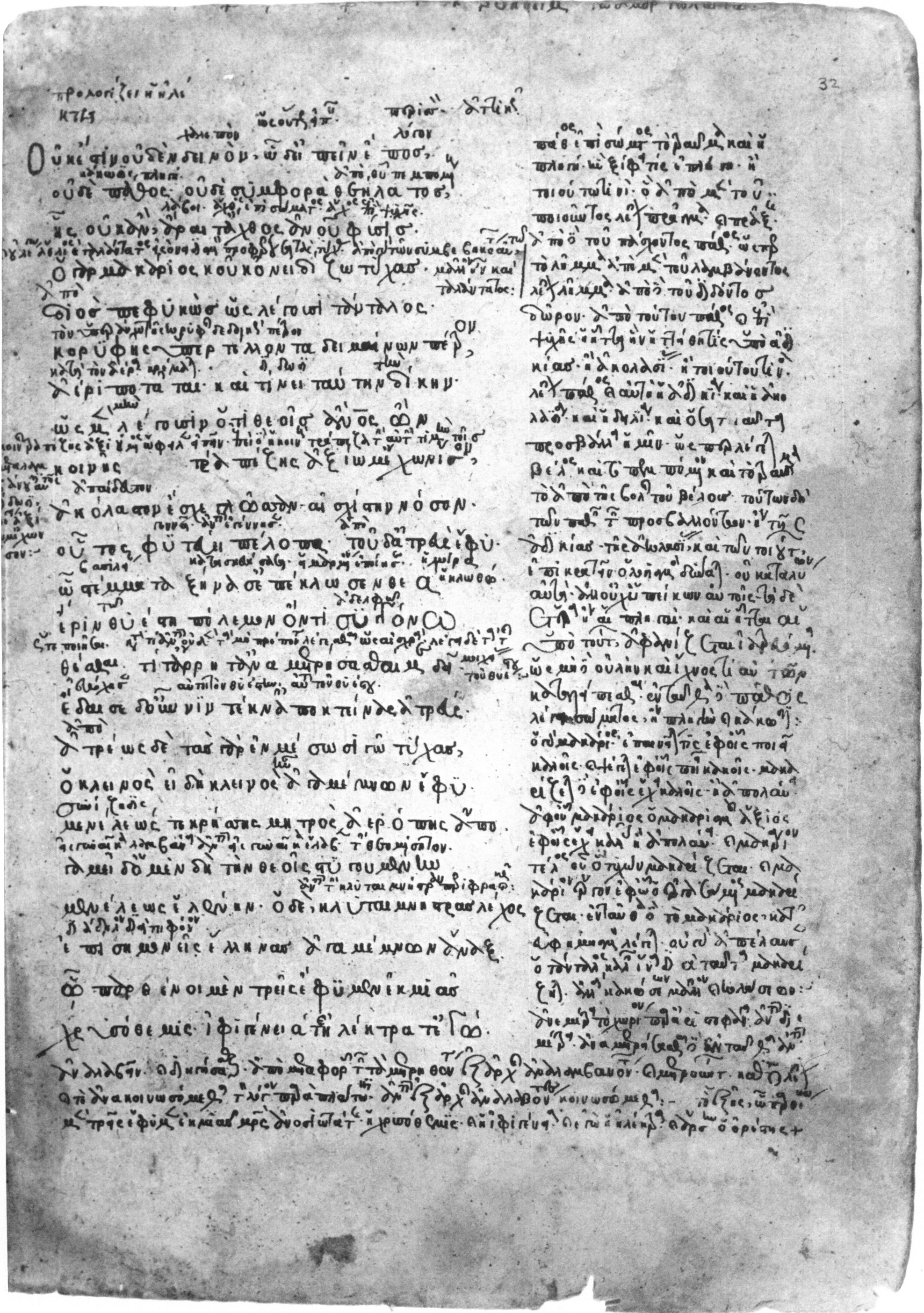
Euripides, Orestes, Verse 1–23 mit Scholien in der Handschrift Oxford, Bodleian Library, MS. Barocci 120, fol. 32r (frühes 14. Jahrhundert)

Das heute selten gespielte Stück über den Muttermörder Orestes und seine Schwester Elektra zählte nach seiner Uraufführung im Jahr 408 v. Chr. lange Zeit zu den beliebtesten antiken Dramen und erfuhr zahlreiche Bearbeitungen. Das Stück ist wegen seiner spannenden und drastischen Handlung als "Melodram", "Gangsterdrama",  und "Thriller" bezeichnet worden.

## Handlung
Orestes soll für den Mord an seiner Mutter Klytaimnestra vor Gericht gestellt werden. Vergeblich versucht er, seinen Onkel Menelaos als Retter zu gewinnen. Ein Bote verkündet das Todesurteil für Orestes und seine Schwester Elektra. Auf ihren Vorschlag nimmt Orestes die Tochter des Menelaos Hermione als Geisel, um so die Unterstützung ihres Vaters erzwingen. Als Menelaos kommt, um seine Tochter zu retten, sieht er, wie Orestes auf dem Dach Hermione ein Messer an die Kehle hält. Da erscheint plötzlich der Gott Apoll, gebietet Einhalt und verkündet, Orestes werde in Athen von einem Gericht freigesprochen werden.

## Vertonung
Manfred Trojahns Oper Orest (UA Amsterdam 2011) basiert auf der Tragödie des Euripides.

## Ausgaben
- Werner Biehl: Euripides, Orestes. Teubner, Leipzig 1975 (Textausgabe)
- Charles W. Willink: Euripides, Orestes. Oxford 1986 (Textausgabe, englische Übersetzung, Kommentar)
- Martin L. West: Euripides, Orestes. Warminster 1987 (Textausgabe, englische Übersetzung, Kommentar)